# VEPP-4

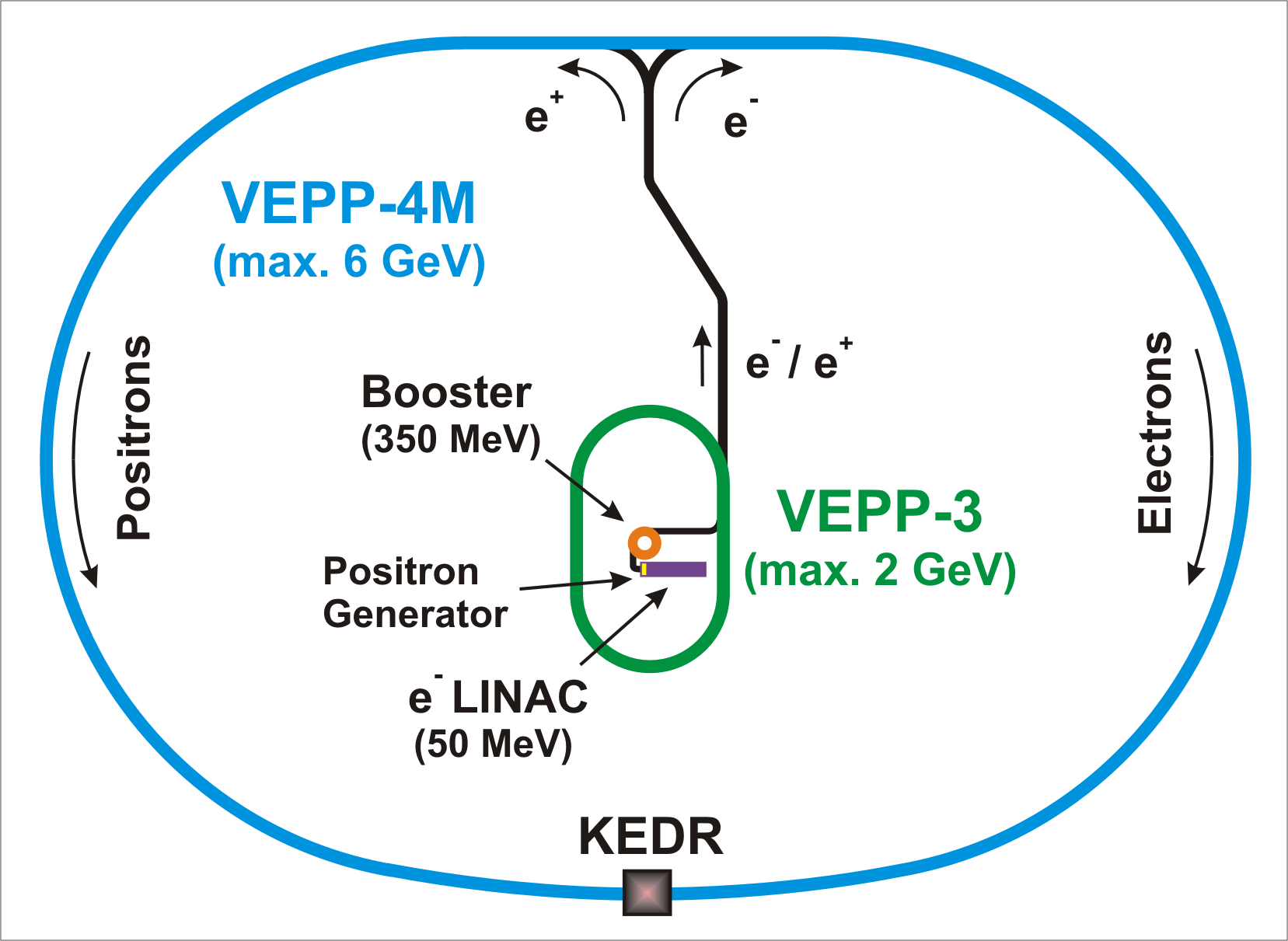
Beschleuniger-Komplex VEPP-4 mit Vorbeschleunigern und Hauptring VEPP-4M mit dem KEDR-Detektor.

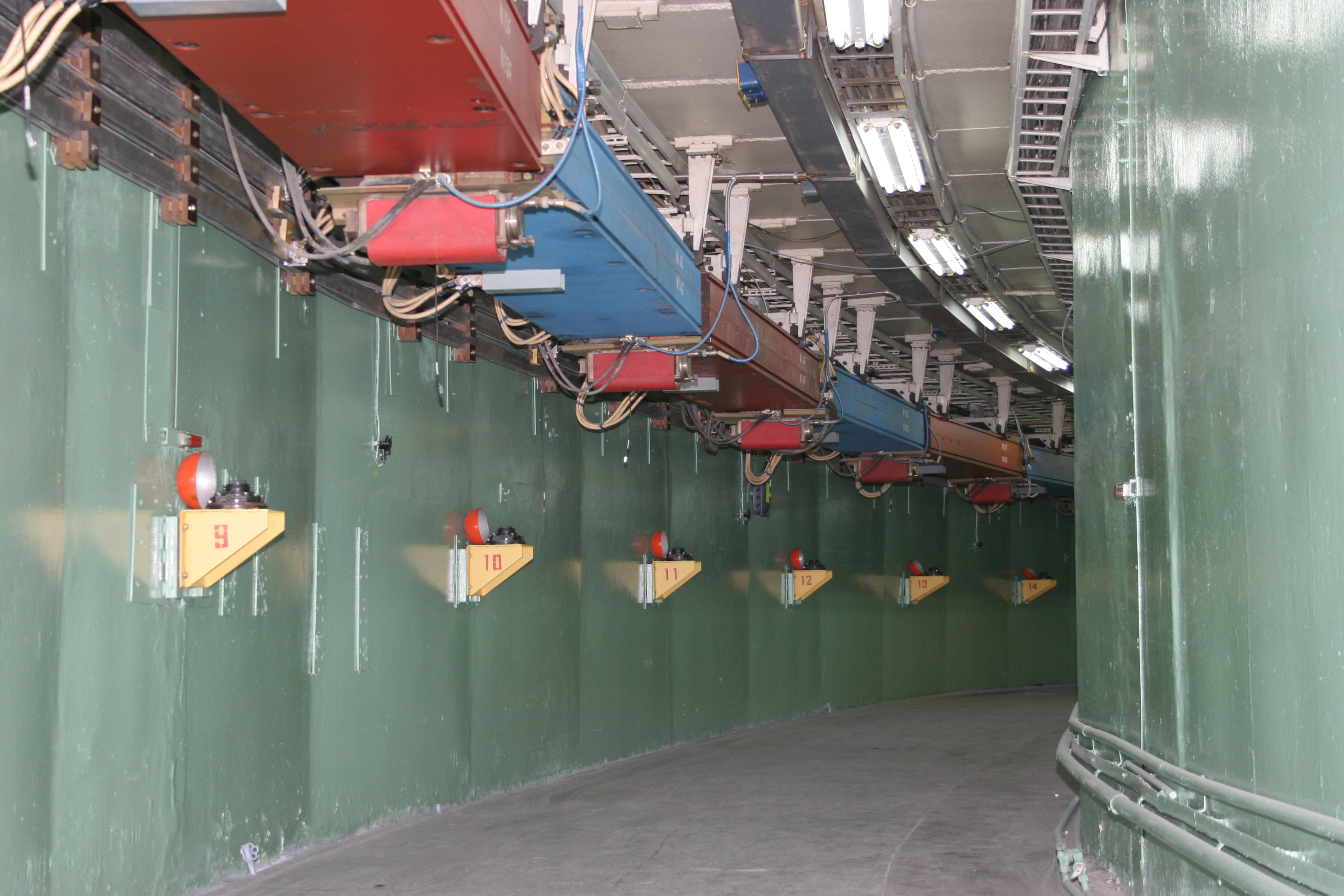
Ablenkmagnete in einem Bogensegment des Electron-Positron-Collider VEPP-4M.

Der VEPP-4 (russisch ВЭПП-4) ist ein seit 1979 betriebener Teilchenbeschleuniger-Komplex am Budker-Institut für Kernphysik in Nowosibirsk, Russland. Mittels mehrerer Vorbeschleuniger und dem Haupt-Speicherring VEPP-4M, mit 366 m Umfang, werden Elektronen und Positronen auf Energien von bis zu 6 GeV beschleunigt und zur Kollision gebracht.
Die Vorbeschleunigerkette besteht aus einem 50-MeV-Elektronen-Linearbeschleuniger für die Erzeugung von Positronen und einem folgenden Booster-Synchrotron, der Elektronen und Positronen auf 350 MeV beschleunigt, die dann in den ersten Speicherring VEPP-3 eingespeist und in Teilchenpaketen akkumuliert werden. Der VEPP-3 hat einen Umfang von 74,4 m und bringt die Teilchenpakete (bunches) auf bis zu 2 GeV. Diese können in den Hauptring VEPP-4M eingespeist, auf bis zu 6 GeV weiter beschleunigt und im KEDR-Teilchendetektor zur Kollision gebracht werden, stehen aber auch für Experimente am VEPP-3 zur Verfügung.
Mit dem Electron-Positron-Collider VEPP4-M wurden bisher im Bereich der Hochenergiephysik mit hoher Präzision die Massen einiger Mesonen und des τ-Leptons bestimmt.
Der Hauptring und sein Vorbeschleuniger VEPP-3 werden auch zusätzlich zur Erzeugung von Synchrotronstrahlung für die Material- und Biowissenschaften benutzt. Weiterhin befindet sich am Hauptring die ROKK-1M-Einrichtung, zur Erzeugung hochenergetischer Gammastrahlung durch Rückstreuung (inverse Compton-Streuung) von Laserstrahlung an den umlaufenden Elektronen und Positronen. Es können Photonen-Energien von bis zu 1,6 GeV erreicht werden bei circa 106 Photonen pro Sekunde. Untersucht wird damit unter anderem die hochenergetische Delbrück-Streuung und es könnte erstmals experimentell die Photon-Spaltung (photon splitting) am elektrischen Feld eines Atomkerns nachgewiesen werden.